# Scolopendrellina californica
Scolopendrellina californica är en mångfotingart som beskrevs av Hilton 1931. Scolopendrellina californica ingår i släktet Scolopendrellina och familjen slankdvärgfotingar. Inga underarter finns listade i Catalogue of Life.